# Mutilations génitales féminines

Carte de données montrant le pourcentage de femmes âgées de 15 à 49 ans ayant subi une MGF (2020). Il n’existe pas de données pour les pays en gris clair.

Les mutilations génitales féminines (MGF), ou excision (MGF/E), sont une ablation totale ou partielle des organes génitaux féminins externes. Généralement réalisée par un exciseur traditionnel avec un couteau ou une lame de rasoir avec ou sans anesthésie, la pratique est concentrée dans 31 pays africains, au Yémen et au Kurdistan irakien ainsi que dans une moindre mesure en Asie et dans les populations immigrées dans les pays occidentaux. Selon un rapport de janvier 2025 de l'Unicef, environ 230 millions de femmes et de filles vivent avec une mutilation génitale dans le monde.

Les procédures varient selon les régions et les groupes ethniques. Elles peuvent aller d'un frottage ou une ablation totale ou partielle du prépuce du clitoris à l'ablation partielle ou totale du clitoris et des lèvres (excision) voire à la suture des lèvres pour fermer la vulve (infibulation). Les MGF n'ont aucun bénéfice connu pour la santé et parmi les complications les plus courantes figurent des hémorragies lors de l'opération, des infections urinaires, des règles douloureuses, des douleurs chroniques, une diminution du plaisir sexuel et des problèmes durant l'accouchement.

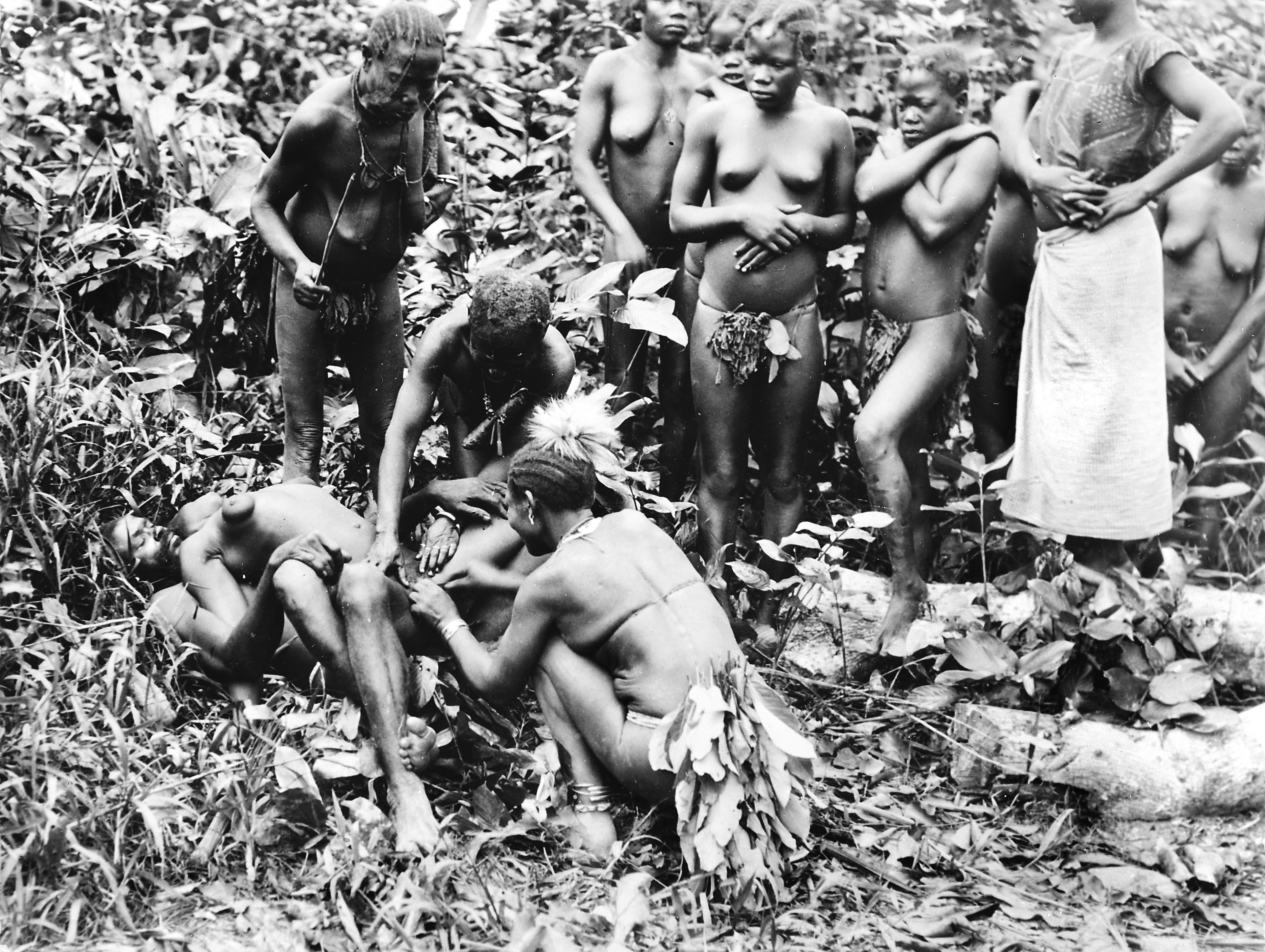
Excision d'une jeune femme dans l'Oubangui-Chari au début du XXe siècle (circa 1936 dans l'actuel RCA).

L'origine des MGF est inconnue mais elles sont profondément ancrées dans les traditions de nombreux groupes où elles sont associées à la pureté, à la chasteté et constituent un rite de passage à l'âge adulte. Les opérations sont habituellement organisées par les femmes tant pour des raisons d'honneur et de fierté que par obligation sociale.
Les MGF sont interdites ou restreintes dans la plupart des pays où elles sont pratiquées mais les législations sont souvent peu appliquées. Depuis les années 1970, des actions internationales ont été menées pour mettre un terme à ces pratiques et elles sont considérées comme des violations des droits humains par les Nations unies.

## Terminologie

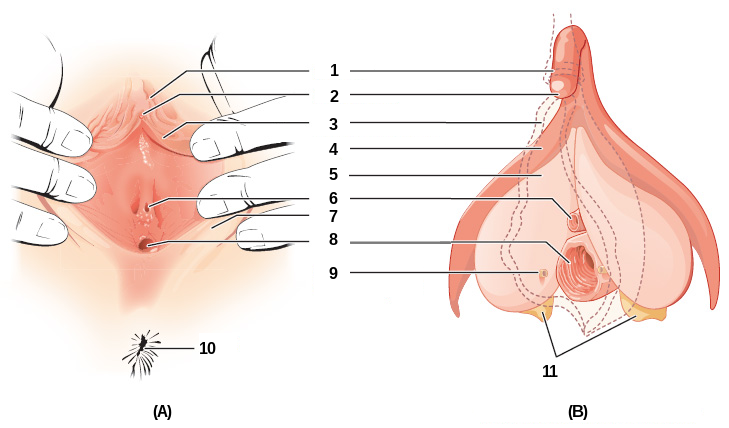
Anatomie de la vulve.
1. Capuchon du clitoris
2. Gland du clitoris
3. Petites lèvres
4. Piliers du clitoris
5. Bulbes du clitoris
6. Méat urétral
7. Grandes lèvres
8. Vagin
9. Ouverture droite des glandes de Bartholin
10. Anus
11. Glandes de Bartholin

Jusque dans les années 1980, les mutilations génitales féminines (MGF) étaient souvent désignées sous l'expression de « circoncision féminine », ce qui reflétait une équivalence avec la circoncision masculine,. En 1929, le Conseil national des Églises du Kenya commença à parler de mutilations sexuelles des femmes en suivant l'exemple de Marion Scott Stevenson, une missionnaire de l'Église d'Écosse. Les références à une mutilation se multiplièrent dans les années 1970 et le mot fut utilisé dans le titre d'un article de 1975 de l'anthropologue américaine Rose Oldfield Hayes tandis que la féministe austro-américaine Fran Hosken le reprit dans son influent ouvrage The Hosken Report: Genital and Sexual Mutilation of Females en 1979,,. Le Comité inter-africain sur les pratiques traditionnelles affectant la santé des femmes et des enfants et l'Organisation mondiale de la santé (OMS) commencèrent à parler de mutilations génitales féminines respectivement en 1990 et 1991. En avril 1997, l'OMS, le Fonds des Nations unies pour l'enfance (UNICEF) et le Fonds des Nations unies pour la population (UNFPA) publièrent une déclaration commune utilisant cette expression. Le terme de « mutilation » est cependant contesté et les militants sur le terrain préfèrent employer le mot plus neutre d'« excision » pour ne pas s'aliéner les populations locales,,.
Les nombreuses formes locales de MGF sont reflétées par les dizaines de termes utilisés pour les décrire dans les pays où elles sont pratiquées. Les mots utilisés font souvent référence au concept de purification, comme en arabe où le mot pour purification utilise la racine t-h-r également présente pour les termes correspondant aux circoncisions masculine et féminine (tahur et tahara). La MGF est appelée bolokoli (« se laver les mains ») en bambara, une langue parlée principalement au Mali, et isa aru ou iwu aru (« prendre son bain ») en igbo, une langue de l'Est du Nigeria,.
La circoncision sunna correspond habituellement à la clitoridectomie, mais l'expression peut également être employée pour des formes plus sévères de MGF ; sunna signifie « cheminement » en arabe et renvoie aux traditions datant de l'époque de Mahomet, même si la procédure n'est pas obligatoire dans la pratique musulmane,. Au Soudan, nuss (moitié) peut désigner toutes les MGF depuis la clitoridectomie à l'infibulation et juwaniya (« la forme interne ») est utilisé quand les petites lèvres sont fusionnées. Le terme d'infibulation dérive du latin fibula (« attache ») car certains documents[réf. souhaitée] indiquent que les Romains attachaient le prépuce ou les lèvres de leurs esclaves pour les empêcher d'avoir des rapports sexuels. Au Soudan, l'infibulation est appelée « circoncision pharaonique » alors qu'il s'agit d'une « circoncision soudanaise » en Égypte. En Somalie, elle est connue simplement par le mot qodob (« recoudre »).

## Classification

Les 3 types de mutilations génitales féminines tels que définis par l'OMS comparés à l'anatomie féminine normale.
Type I : clitoridectomie
Type II : excision
Type III : infibulation

L'OMS, l'UNICEF et le FNUAP ont publié conjointement en avril 1997 une déclaration définissant les mutilations génitales féminines comme « toutes les interventions aboutissant à une ablation partielle ou totale des organes génitaux externes de la femme ou toute autre mutilation des organes génitaux féminins pratiquées à des fins non thérapeutiques ». Les variations entre les lieux et les exciseurs rendent néanmoins difficile une classification des MGF. Lors d'une enquête réalisée en 1998 au Niger, cinquante termes différents furent utilisés par les femmes pour décrire ce qui leur avait été fait. Les difficultés de traduction sont compliquées par le fait que les femmes ne savent pas toujours quel type de MGF elles ont reçu voire si elles ont réellement été opérées. Une enquête réalisée au Ghana en 2003 a montré qu'un certain nombre de femmes ont donné des réponses différentes lors de plusieurs études : 11 % de celles qui avaient affirmé avoir subi une MGF en 1995 répondirent non en 2000 et 4 % changèrent de réponse dans l'autre sens. En Tanzanie en 2005, 66 % des femmes interrogées rapportèrent avoir été mutilées mais un examen médical montra que c'était le cas de 73 % d'entre elles,,. Au Soudan en 2006, un pourcentage significatif de femmes et de filles infibulées déclarèrent un type de mutilation moins sévère.
L'UNICEF classe les MGF en quatre catégories : (1) entaille sans ablation de chair (scarification ou circoncision symbolique), (2) ablation de chair, (3) suture et (4) type indéterminé/incertain/ne sait pas. La majorité des mutilations correspond à la catégorie (2) et comprend une ablation partielle ou complète du clitoris. L'OMS a créé une typologie plus détaillée allant de I à III selon la quantité de chair retirée et IV désignant les circoncisions symboliques et d'autres pratiques :
- le type I est subdivisé en Ia, désignant le seul retrait du capuchon du clitoris (rare)[29],[30],[31], et Ib, pour la plus courante clitoridectomie correspondant à un retrait partiel ou complet du clitoris et du capuchon[23]. Dans la classification de l'OMS, le terme de « clitoris » englobe uniquement sa partie externe (capuchon et gland)[32] ;

- le type II est subdivisé en IIa, ablation partielle ou totale des petites lèvres ; IIb, ablation partielle ou totale des petites lèvres et du clitoris ; IIc, ablation partielle ou totale des petites lèvres, du clitoris et des grandes lèvres[33] ;

- le type III (infibulation), correspondant à la catégorie (3) de l'UNICEF, désigne l'ablation des petites et/ou des grandes lèvres et la fermeture de la vulve. Dans le type IIIa, la suture est réalisée au niveau des petites lèvres et au niveau des grandes lèvres pour le type IIIb. Au terme de la cicatrisation, les lèvres ont fusionné et il ne reste qu'un orifice de 2 à 3 millimètres à la base de la vulve pour laisser s'écouler l'urine et les règles[34]. L'opération peut s'accompagner d'une ablation partielle ou complète du clitoris[33] ;

- le type IV est défini comme « toutes les autres interventions nocives pratiquées sur les organes génitaux féminins à des fins non thérapeutiques, telles que la ponction, le percement, l'incision, la scarification et la cautérisation[33] ». Parmi ces procédures figurent la cautérisation du clitoris, la scarification des parties génitales ou l'introduction de substances dans le vagin pour le resserrer[35],[36].

## Procédure

### Déroulement
L'opération est généralement réalisée dans le foyer des jeunes filles par un exciseur traditionnel qui est souvent une femme âgée,. Dans certains pays comme l'Égypte, le Soudan et le Kenya, les MGF sont réalisées par des professionnels de la santé ; entre 1997 et 2011, 77 % des procédures de ce type en Égypte ont été menées par des médecins. Dans le cas d'exciseurs traditionnels, les outils utilisés sont la plupart du temps rudimentaires et non stérilisés comme des couteaux, des rasoirs, des ciseaux, des tessons de verre, des pierres aiguisés voire les ongles. Une infirmière ougandaise citée dans un article de la revue médicale The Lancet en 2007 indiqua qu'un exciseur pouvait utiliser le même couteau sur une trentaine de filles en une seule séance. Plus tard, la lame de rasoir (usage unique) sera proposée pour limiter les risques d'infections, tristement devenue symbole de la lutte contre l'excision. Selon le degré d'implication des professionnels de santé, la procédure peut être réalisée sous anesthésie locale, générale ou aucune des deux. Une étude réalisée en 1995 auprès de mères égyptiennes indiqua que 60 % de leurs filles avaient reçu une anesthésie locale, 13 % une générale et 25 % avaient été opérées sans traitement de la douleur.
Lors de l'opération, la fille est placée à plat dos pour permettre à l'exciseur d'accéder à l'aine. Pour éviter de causer des blessures non désirées, plusieurs adultes appartenant généralement à la famille maintiennent la fille immobilisée pour éviter qu'elle ne se débatte et cela conduit parfois à des fractures. Le clitoris est ensuite attrapé entre le pouce et l'index et amputé d'un seul coup avec un objet tranchant. Au Somaliland, le clitoris ainsi retiré est montré à la famille qui décide si la portion retirée est « satisfaisante » et la procédure se poursuit par l'ablation des lèvres. Les chairs retirées sont parfois placées dans un sachet porté par la fille.
Lors d'une infibulation, la suture de la vulve est faite avec du fil ou des épines d'acacia ou d'agave et la plaie est recouverte d'un cataplasme composé d'œuf, d'herbes ou de sucre selon la coutume locale,. Pour aider à la cicatrisation, les jambes de la fille sont immobilisées ensemble habituellement des chevilles aux cuisses ; ces attaches sont desserrées au bout d'une semaine et retirées après deux,. Si la famille estime que l'ouverture restante est trop large, la procédure est répétée. Après le mariage, la suture formée par l'accolement des lèvres est coupée par une sage-femme avec un couteau pour permettre les rapports sexuels ; au Somaliland, les proches du mari et de son épouse assistent parfois à cette ouverture pour vérifier la virginité de la mariée. Dans certains cas, l'époux force l'ouverture de la vulve avec son pénis et après avoir interrogé des centaines de femmes au Soudan dans les années 1980, le psychologue Hanny Lightfoot-Klein nota que « la pénétration de la mariée infibulée peut prendre de 3 jours à plusieurs mois ». L'ouverture est agrandie au moment de l'accouchement et la vulve est ensuite refermée (réinfibulation), parfois en entaillant le vagin pour que la nouvelle ouverture ait la même taille que lors de la première infibulation,.

### Complications
Les MGF n'ont aucun bénéfice connu pour la santé. Les complications immédiates et ultérieures dépendent de plusieurs facteurs tels que le niveau d'expertise médicale de l'exciseur ou l'utilisation d'instruments stériles et d'antibiotiques. Dans le cas de MGF de type III, il faut également tenir compte de la taille de l'orifice laissé pour l'écoulement de l'urine et des règles et de la répétition de l'opération. Les complications immédiates incluent l'hémorragie modérée ou cataclysmique entraînant la mort de nombreux bébés ou petites filles, l'anémie, la rétention aiguë d'urine, l'infection urinaire, la septicémie, le tétanos et l'utilisation d'instruments non stériles peut entraîner une contamination avec les virus responsables de l'hépatite ou du SIDA. En raison de la rareté des dossiers médicaux et du fait que les décès liés aux MGF sont rarement déclarés comme tels, il est impossible de connaître le nombre de femmes et de filles qui en meurent chaque année.
Les complications tardives dépendent du type de MGF réalisé. Jasmine Abdulcadir, une gynécologue suisse travaillant dans le domaine, note que l'infibulation est souvent suivie de règles douloureuses et de difficultés à uriner. La procédure d'excision peut également endommager l'urètre, le vagin et la vessie, d'où des problèmes d'incontinence, de douleurs lors des rapports sexuels et d'infertilité. Les autres complications médicales incluent des kystes pouvant s'infecter et des névromes au niveau des nerfs innervant le clitoris. Les femmes avec des MGF sont plus susceptibles de rapporter une baisse des sensations sexuelles étant donné la suppression de plusieurs zones érogènes,. Elles peuvent également développer des dépressions et des troubles de stress post-traumatique ainsi qu'un sentiment de honte et de trahison quand elles quittent leur milieu traditionnel et découvrent que leur situation n'est pas la norme,.
Les MGF peuvent entraîner des complications durant la grossesse. Chez les femmes avec des MGF de type III ayant développé des fistules obstétriques (ouverture entre le vagin et la vessie ou le rectum), il est difficile d'obtenir des échantillons d'urine utilisables dans le cadre des soins prénataux, ce qui rend difficile le diagnostic de troubles comme la prééclampsie. Lors de l'accouchement, les examens du col de l'utérus sont plus complexes, le travail est plus long tandis que les déchirures et les césariennes d'urgence sont plus courantes. Ces difficultés entraînent un accroissement de la mortalité périnatale et une étude réalisée en 2006 sur 28 393 accouchements dans 28 centres médicaux au Burkina Faso, au Ghana, au Kenya, au Nigeria, au Sénégal et au Soudan montre que le risque de décès du nouveau-né est accru de 15 % pour un type I, de 32 % pour un type II et de 55 % pour un type III ; dans l'ensemble, cela représente entre 10 et 20 décès supplémentaires pour 1 000 naissances,.

## Histoire

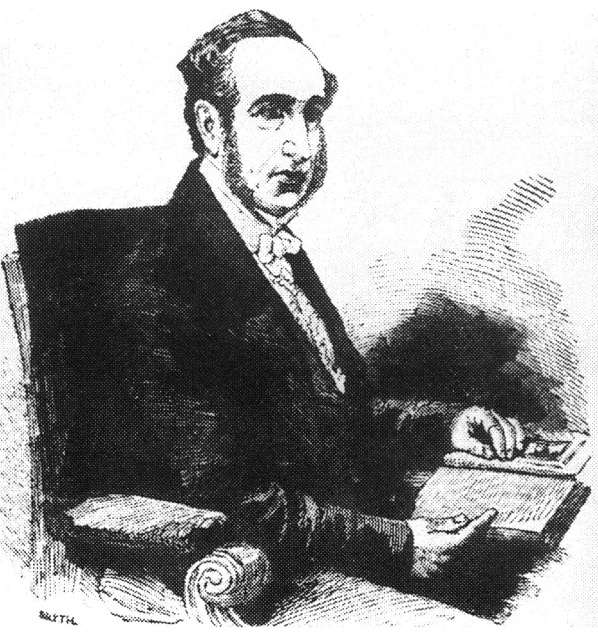
Gravure d'Isaac Baker Brown dans le Medical Circular and General Advertiser de 1852.

Les origines des MGF sont inconnues,. Gerry Mackie a suggéré que la pratique aurait débuté dans le royaume de Koush dans l'actuel Soudan au Ier ou au IIe millénaire av. J.-C. et propose que l'infibulation fut créée dans un contexte de polygynie pour s'assurer de la paternité des enfants,,,. L'historienne Mary Knight cite une possible référence à une fille non-circoncise sur l'inscription d'un sarcophage datant du Moyen Empire égyptien (XXe – XVIIIe siècles av. J.-C.) mais le terme employé ('m't) est ambigu et son collègue Paul F. O'Rourke considère qu'il décrit plutôt une femme ayant ses règles,. L'examen des momies égyptiennes n'a montré aucun signe de MGF. Citant l'anatomiste australien Grafton Elliot Smith qui étudia des centaines de momies au début du XXe siècle, Knight note que les régions génitales peuvent ressembler à une MGF de type III mais ajoute que cela est lié à la détérioration ou au retrait post-mortem des tissus mous par les embaumeurs ; ces raisons empêchent également toute identification d'un type I ou II.
Le géographe grec Strabon visita l'Égypte au Ier siècle et rapporta dans sa Géographie : « un autre usage spécial aux Égyptiens, et l'un de ceux auxquels ils tiennent le plus, consiste à élever scrupuleusement tous les enfants qui leur naissent et à pratiquer la circoncision sur les garçons et l'excision sur les filles »,. Le philosophe Philon d'Alexandrie y fait également référence : « Les Égyptiens, d'après leur coutume régionale, c'est à l'âge de quatorze ans, quand le mâle commence à prendre du sperme et les règles de la femme à couler, qu'ils circoncisent le pubère et la nubile »,. Au VIe siècle, le médecin grec Aétios d'Amida nota que l'excision était réalisée quand le clitoris était trop grand ou déclenchait le désir sexuel en frottant contre les vêtements et que « les Égyptiens jugeaient préférable de le retirer avant qu'il ne devienne trop large, notamment au moment où les filles devaient être mariées ».
Quelle que soit l'origine de la pratique, l'infibulation devint associée avec l'esclavage. Mackie cite le missionnaire portugais João dos Santos qui écrivit en 1609 à propos d'un groupe vivant près de Mogadiscio qui avait pour « coutume de coudre leurs femmes, particulièrement leurs jeunes esclaves afin de les rendre inaptes à la conception, ce qui augmente leur prix, à la fois pour leur chasteté et pour la confiance que leurs maîtres placent en elles ». L'explorateur anglais William George Browne nota en 1799 que les Égyptiens pratiquaient l'excision et que les esclaves étaient infibulées pour empêcher qu'elles soient enceintes. Mackie suggère ainsi qu'une « pratique associée avec la honteuse traite des femmes est devenue un signe de vertu ».
Les gynécologues européens et américains du XIXe siècle considéraient que l'ablation du clitoris permettait de traiter la folie et la masturbation. Le médecin britannique Robert Thomas présenta en 1813 la clitoridectomie comme un traitement de la nymphomanie et la première opération documentée de ce type en Occident fut réalisée en 1822 à Berlin par Karl Ferdinand von Graefe (en) sur une fille de 15 ans qui se masturbait fréquemment,. Le gynécologue britannique Isaac Baker Brown, président de la Medical Society de Londres et cofondateur en 1845 du St Mary's Hospital, considérait que la masturbation ou « l'irritation contre-nature » du clitoris provoquait l'excitation des nerfs périphériques du pubis, ce qui pouvait entraîner des crises d'hystérie et de manie, des attaques, des troubles mentaux voire la mort,. Sa nécrologie de 1873 dans le Medical Times and Gazette note qu'il « entreprit de retirer le clitoris à chaque fois qu'il en avait l'occasion, ». Il réalisa plusieurs clitoridectomies entre 1859 et 1866 mais quand il publia ses idées dans On the Curability of Certain Forms of Insanity, Epilepsy, Catalepsy, and Hysteria in Females en 1866, les médecins londoniens mirent en doute ses résultats et l'expulsèrent de la Société d'obstétrique car il n'avait pas obtenu le consentement de ses patientes,,.
Aux États-Unis, J. Marion Sims poursuivit les travaux de Brown et en 1862, il sectionna le col de l'utérus et le clitoris d'une femme se plaignant de règles douloureuses, de convulsions et de problèmes de vessie. En France, la clitoridectomie a été préconisée à la fin du XIXe siècle par des médecins comme Thésée Pouillet (1849-1923), Pierre Garnier (1819–1901) ou Paul Broca (1824-1880) pour lutter contre l'onanisme. Cette ablation pouvant éventuellement s'opérer par cautérisation au fer rouge, comme le conseille le Dr Jules Guérin (1801-1886) en 1882,.
Selon un article de 1985 de la revue Obstetrical & Gynecological Survey, les clitoridectomies restèrent pratiquées aux États-Unis jusque dans les années 1960 pour traiter l'hystérie, l'érotomanie et le lesbianisme.

## Prévalence

Pourcentage de femmes âgées de 15 à 49 ans vivant avec une MGF en 2013.

Géographiquement, la pratique se rencontre dans de nombreuses parties du monde. Elle est la plus courante en Afrique subsaharienne et dans certaines régions du Proche-Orient (Égypte, Soudan), mais aussi dans une moindre mesure dans certaines communautés en Asie (Malaisie, Indonésie, Inde, Pakistan), au Moyen-Orient (Irak) et en Amérique du Sud (Colombie, Pérou),. Selon les pays, la proportion de femmes excisées varie de façon importante, allant de 1,4 % au Cameroun à 96 % en Guinée au début des années 2000. Dans les pays occidentaux, ces pratiques se retrouvent dans les communautés issues de ces pays.
En 2007, on estimait qu’environ 100 à 140 millions de femmes avaient subi une excision (principalement en Afrique). Selon un rapport de 2013 de l'UNICEF, 133 millions de femmes et de filles vivent avec une MGF ; en valeur absolue, l'Égypte, l'Éthiopie et le Nigeria sont les pays les plus touchés avec respectivement 27,2, 23,8 et 19,9 millions de personnes. En 2016, l'estimation totale était portée à plus de 200 millions, selon un rapport de l'Unicef de 2016. Ce rapport précise que "la moitié des filles et des femmes ayant été excisées vivent dans trois pays" : l'Égypte, où 87 % des filles et femmes ont subi des mutilations génitales de 2004 à 2015 ; l'Éthiopie, avec respectivement 74 % des filles et femmes mutilées dans la même période ; et l'Indonésie avec 49 % des filles mutilées avant 15 ans entre 2010 et 2015. Et selon ce rapport, ce nombre va encore augmenter du fait de la croissance de la population des pays dans lesquels les mutilations génitales sont les plus fréquentes.
Les chiffres de prévalence sont basés sur les enquêtes démographiques et de santé (DHS) développées en 1984 par l'entreprise américaine Macro International (aujourd'hui ICF International) et financées en grande partie par l'Agence des États-Unis pour le développement international et l'UNICEF. Ces études sont réalisées environ tous les cinq ans dans les pays en voie de développement d'Afrique, d'Asie et d'Amérique latine et concernent des sujets comme le SIDA, la planification familiale, l'alphabétisation, la violence domestique, la nutrition et dans certains pays, les MGF,,. La première étude à intégrer des questions sur les MGF fut la DHS de 1989-1990 menée dans le Nord du Soudan et la première publication basée sur ces données à estimer la prévalence de la pratique (dans sept pays) fut réalisée par Dara Carr de Macro International en 1997,. Un rapport de l'UNICEF basé sur plus de 70 de ces enquêtes a conclu en 2013 que les MGF sont concentrées dans 27 pays africains ainsi qu'au Yémen et en Irak.
En dehors de ces 29 pays, les MGF sont également pratiquées de manière plus limitée en Inde (la quasi totalité des cas étant recensés dans la communauté bohras), dans les Émirats arabes unis, en Israël, en Jordanie, en Oman, en Arabie saoudite, en Indonésie et en Malaisie mais le manque de données empêche d'en estimer précisément l'importance. Des cas ont également été recensés dans les populations immigrées en Europe, en Amérique du Nord et en Océanie,,.

Carte approximative de la prévalence des mutilations génitales féminines en Afrique.

Les MGF sont quasi inexistantes dans 4 pays du Maghreb : le Maroc, l’Algérie, la Tunisie et la Libye.
L'existence des MGF dans un pays ne signifie pas nécessairement que la pratique est généralisée et elle peut refléter une forte prévalence dans certains groupes ethniques. En Irak, elle est se rencontre exclusivement dans les populations kurdes du Nord du pays tandis qu'au Sénégal, elle se concentre dans le Sud et l'Est. La pratique est parfois un marqueur ethnique mais sa prévalence peut être influencée par les frontières nationales. Le taux de MGF chez les Somalis est identique qu'ils vivent en Somalie ou dans les régions frontalières en Éthiopie et au Kenya. À l'inverse, le taux est de 99 % chez les Peuls de Guinée contre 12 % pour les populations résidant au Tchad tandis qu'au Nigeria, les Peuls sont le seul grand groupe ethnique à ne pas les pratiquer,.
La répartition des types de MGF réalisées n'est pas non plus uniforme. La plupart des opérations entrent dans la catégorie 2 de l'UNICEF (entaille avec ablation de chair) correspondant aux types I et II de l'OMS. Au Nigeria, le type I est plus courant dans le Sud du pays tandis que les formes plus sévères se trouvent au Nord. Le type III est concentré dans la corne de l'Afrique où les enquêtes indiquent que respectivement 30 %, 38 % et 63 % des filles excisées se trouvent dans cette catégorie à Djibouti, en Érythrée et en Somalie. Le groupe ethnique joue également un rôle puisque selon une enquête réalisée en 2002 en Érythrée, toutes les filles hedareb, musulmanes majoritairement sunnites, ont été infibulées contre seulement 2 % chez les Tigréennes, majoritairement chrétiennes, où la plupart des MGF entrent dans la catégorie « entaille sans ablation de chair ».
Les filles de moins de 15 ans représentent 44 millions du total des personnes excisées, selon les données de 2016. Les plus fortes fréquences de mutilations génitales pour cette tranche d'âge se trouvent en Gambie (56 %), en Mauritanie (54 %) et en Indonésie où environ la moitié des filles âgées de 11 ans et plus ont été excisées. Les pays où la prévalence des mutilations chez les filles et les femmes de 15 à 49 ans est la plus élevée sont la Somalie (98 %), la Guinée (97 %) et Djibouti (93 %). Environ 2 millions de fillettes sont susceptibles de subir une telle mutilation tous les ans.
Les MGF sont généralement réalisées avant l'âge de 15 ans mais les variations sont importantes. Au Nigeria, au Mali, en Érythrée, au Ghana et en Mauritanie, plus de 80 % des filles excisées le sont avant l'âge de cinq ans tandis qu'en Somalie, en Égypte, au Tchad et en Centrafrique, 80 % le sont après. Le groupe ethnique joue également un rôle ; au Kenya, l'âge moyen pour les Kisi est de 10 ans contre 16 pour les Kamba.
Les études ont montré que les MGF sont plus courantes dans les régions rurales, dans les familles pauvres et chez les filles dont les mères n'ont pas eu accès à une éducation primaire ou secondaire. Ce dernier point n'est cependant pas vrai en Somalie et au Soudan où l'amélioration de l'éducation s'est accompagnée d'une hausse de la pratique.

### Pays où l'excision se pratique traditionnellement
En Afrique, on recense 28 pays où les mutilations sexuelles féminines sont pratiquées. La proportion de femmes excisées varie selon les pays. Trois groupes peuvent être distingués (chiffres au début des années 2000):
- les pays où la grande majorité des femmes sont excisées soit plus de 85 % : Djibouti, Égypte, Éthiopie, Érythrée, Guinée, Mali, Sierra Leone, Somalie, Soudan.
- les pays où seules certaines fractions de la population étant touchées et où 25 à 85 % des femmes sont excisées, proportion variant selon l’ethnie, la catégorie sociale et la génération : Burkina Faso, Centrafrique, Côte d'Ivoire, Gambie, Guinée-Bissau, Kenya, Liberia, Mauritanie, Sénégal, Tchad.
- les pays où seules quelques minorités ethniques sont concernées et où la proportion d’excisées est inférieure à 25 % : Bénin, Cameroun, Ghana, Niger, Nigeria, Ouganda, République démocratique du Congo, Tanzanie, Togo.

Selon l’UNICEF, 13 pays africains disposent de lois réprimant les mutilations sexuelles féminines et autres types de violences faites aux femmes.
Quant au Fonds des Nations unies pour la population, en juillet 2020, il y en aurait 35 pays africains.

### Évolution

Prévalence des MGF chez les filles âgées de 0 à 14 ans tel que rapporté par leurs mères en 2014.

En 2013, l'UNICEF a rapporté que la pratique des MGF est en baisse dans la moitié des 29 pays où elles sont les plus répandues. Cette diminution est faible dans les régions avec une prévalence élevée mais elle est plus importante dans les pays où la pratique était déjà peu répandue tandis que les formes les plus sévères deviennent plus rares. En juillet 2014, l'organisation a ajouté que la probabilité qu'une fille subisse une MGF a baissé d'un tiers en 30 ans,.
Au Kenya et en Tanzanie, la prévalence chez les femmes âgées de 45 à 49 ans est trois fois supérieure à celles ayant entre 15 et 19 ans. Au Bénin, en Centrafrique, en Irak, au Liberia et au Nigeria, la différence est de 50% tandis que le taux reste stable au Tchad, à Djibouti, en Gambie, en Guinée-Bissau, au Mali, au Sénégal, en Somalie, au Soudan et au Yémen. Cependant, même si le déclin se poursuit, le nombre de femmes et de filles ayant subi une MGF dans les 29 pays les plus touchés passera de 133 à 196 millions d'ici 2050 en raison de la croissance démographique avec un nombre d'excision annuel passant de 3,6 à 4,1 millions.
Les enquêtes auprès des femmes âgées de 15 à 49 ans peuvent ne pas être représentatives de la situation actuelle car les déclarations concernent des événements survenus des années auparavant. L'UNICEF base ses études sur ce groupe d'âge car il considère que le risque de subir une MGF est faible après 14 ans. Une autre difficulté dans l'évaluation de la prévalence de la pratique chez les groupes les plus jeunes est le fait que les femmes ne déclarent pas toujours le statut de leurs filles dans des pays où les MGF sont interdites et où des campagnes de lutte sont en cours,.

## Cadre légal

### Pays où l'excision se pratique traditionnellement
Bénin
Cette pratique est interdite dans ce pays et est sanctionnée. La loi prévoit en effet amendes, emprisonnement et travaux forcés sur tout auteur ou complice de la pratique de l'excision surtout quand la victime est mineure et encore plus quand un décès survient.
Burkina Faso
Au Burkina Faso, une loi interdisant les mutilations génitales féminines (MGF) a été promulguée en 1996, pour entrer en vigueur en février 1997. Auparavant, il existait déjà un décret présidentiel établissant un Comité national contre l'excision et prévoyant des amendes à l'encontre des personnes reconnues coupables d'excision sur des fillettes ou des femmes. La loi de 1996 a renforcé la répression. Depuis, plusieurs exciseuses ont été condamnées à des peines d'emprisonnement. Néanmoins, en 2003, 65 % des Burkinabées entre 15 et 19 ans ont été excisées, ce chiffre tombant à 57,6 % en 2010. Depuis les années 1990, 45 comités provinciaux de lutte contre la pratique de l'excision (CPLPE) sont chargés de parcourir ce pays très rural afin de convaincre les familles et les chefs coutumiers de ne pas faire exciser les jeunes filles. Certains continuent de braver cette interdiction en opérant clandestinement, ou en allant le faire à l'étranger.
Côte d'Ivoire
En Côte d'Ivoire, une loi promulguée le 18 décembre 1998 prévoit que toute atteinte à l'intégrité des organes génitaux d'une femme, par voie de mutilation totale ou partielle, excision, désensibilisation ou toute autre pratique, si elle s'avère sanitairement néfaste, est passible d'une peine d'emprisonnement de un à cinq ans, et d'une forte amende (de 360 000 à deux millions de francs CFA). La peine est portée de cinq à vingt ans d'emprisonnement si la victime meurt des suites de son opération. Par ailleurs, si la procédure est effectuée par un médecin, il risque jusqu'à cinq ans d'interdiction de pratique professionnelle.
Djibouti
À Djibouti, les MGF ont été interdites par la révision du Code pénal du pays, entrée en vigueur en avril 1995. L'article 333 du Code pénal prévoit, pour les personnes reconnues coupables de ces pratiques, une peine d'emprisonnement de cinq ans et une amende d'un million de francs de Djibouti.
Égypte
En Égypte, en décembre 1997, la Cour de cassation égyptienne a rendu un arrêt en faveur d'une interdiction gouvernementale des MGF, dans lequel il est décidé que les contrevenants s'exposent à des sanctions criminelles et administratives. Il existe en outre un décret ministériel qui interdit ces pratiques. Malgré ces lois et décrets, les MGF se perpétuent encore en très grande majorité dans ce pays, même si certaines localités comme le village d'Abou Shawareb en juillet 2005, ont décidé d'elles-mêmes de mettre fin à ces pratiques. Le Code pénal prévoit aussi des cas de « blessure » et de « traumatisme intentionnel ayant entraîné la mort », qui peuvent éventuellement être juridiquement applicables. On a relevé dans la presse au moins treize cas de personnes poursuivies sur la base des termes du Code pénal, notamment des médecins, des sages-femmes et des barbiers, accusés d'avoir pratiqué des MGF ayant entraîné des hémorragies, des états de choc et des décès. En 2013, la prévalence des MGF/E (mutilations génitales féminines / excision) chez les filles et les femmes de 15 à 49 ans est de 91 % en Égypte. En avril 2021, le parlement égyptien vote une loi qui introduit des peines de prison pour les personnes ayant effectué les MGF et celles les ayant ordonnées, ainsi qu'une interdiction temporaire d'exercer, pouvant aller jusqu'à 5 ans, pour les médecins ayant pratiqué des MGF.
Gambie
La Gambie interdit les MGF en 2015 sans appliquer la loi en pratique jusqu'en 2023. Une proposition de loi proposant d'annuler l'interdiction est votée en mars 2024 par le parlement,, proposition finalement rejetée en juillet 2024.
Ghana
Au Ghana, en 1989, le chef du gouvernement du Ghana, le président Rawlings, s'est formellement prononcé contre les MGF et les autres types de pratiques traditionnelles néfastes. L'article 39 de la Constitution du Ghana contient en outre des éléments visant l'abolition des pratiques traditionnelles préjudiciables à la santé et au bien-être des personnes. Certains pensent que cette loi a, en fait, généré une migration des pratiques vers la clandestinité.
Guinée
En Guinée, les MGF sont illégales selon l'article 265 du Code pénal. Elles sont punies par une peine de travaux forcés à perpétuité et, si elles entraînent le décès de la victime dans un délai de 40 jours, le contrevenant s'expose à la peine de mort. Aucun cas de MGF n'a toutefois, à ce jour, été porté devant les tribunaux. L'article 6 de la Constitution guinéenne, qui interdit les traitements cruels et inhumains, peut aussi être interprété dans le sens de l'inclusion de ces pratiques, si un cas venait à être porté devant la Cour Suprême. L'un des membres de la Cour Suprême de Guinée travaille actuellement en collaboration avec une ONG locale, en vue d'insérer dans la Constitution guinéenne une clause spécifique interdisant ces pratiques.
Indonésie
En Indonésie, les autorités préparent actuellement[Quand ?] un décret interdisant aux médecins et aux personnels paramédicaux toutes pratiques de MGF. Les MGF sont aujourd'hui encore très répandues en Indonésie. Azrul Azwar, le directeur général des affaires de santé du pays, a déclaré que « Toutes les structures de santé gouvernementales seront formées à relayer les informations concernant la décision d'interdiction et l'étendue du problème de la circoncision féminine ».
Irak
En Irak, la pratique de l'excision subsiste essentiellement dans le Kurdistan irakien, où elle concernait 58,5 % des femmes en 2014. La pratique est cependant en baisse au début du XXIe siècle, notamment à la suite de missions de sensibilisation menées par les ONG. En 2011, le gouvernement kurde d'Irak vote une loi interdisant l'excision et prévoyant jusqu'à trois ans de prison et 80 000 dollars d'amende.
Dans le reste de l'Irak, aucune loi contre l'excision n'existe, celle-ci ne concernant que 1 % des femmes.
Kenya
Le Parlement kényan a également adopté en 2011 une loi interdisant les mutilations génitales. Bien que contestée par certains au nom de traditions, la pratique de l'excision est en recul, remplacée par une cérémonie symbolique ou tout simplement bannie. En 2017, 20 % des femmes sont excisées, contre 30 % au début des années 2000, mais de grandes disparités demeurent entre les zones urbaines et rurales.
Liberia
Au Liberia, les excisions sont largement répandues. Une journaliste ayant révélé des pratiques liées aux excisions a été menacée, alors que les mutilations génitales ne sont pas interdites.
Mali

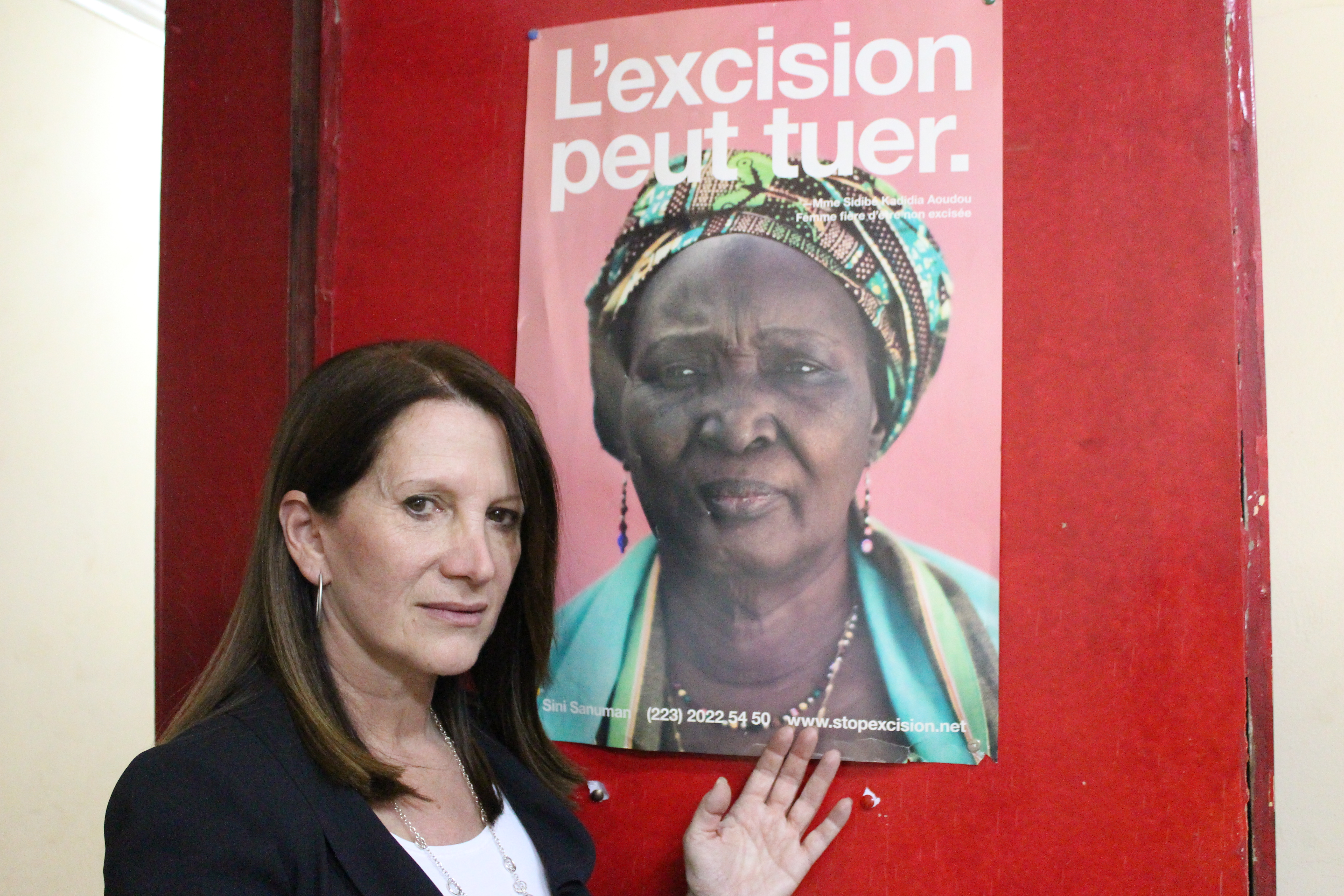
Lynne Featherstone devant un poster de Kadidia Sidibé-Aoudou.

En 2005, le Mali adopte le protocole de Maputo, qui condamne notamment les mutilations. Mais aucun dispositif législatif n'est mis en place pour les prohiber concrètement sur ce territoire.
Nigeria
Au Nigeria, il n'existe aucune loi fédérale interdisant les pratiques de MGF. Les opposants à ces pratiques se réfèrent à la section 34(1)(a) de la Constitution de la République Fédérale du Nigeria de 1999, qui dispose qu'« aucun individu ne sera soumis à la torture ou à des traitements inhumains ou dégradants », pour en appeler à l'interdiction des pratiques de MGF sur tout le territoire. En juin 2015, une loi interdit finalement les MGF, alors qu'environ un quart des nigérianes auraient subi une excision.
Ouganda
En Ouganda, il n'existe aucune loi réprimant les pratiques de MGF. En 1996, toutefois, un tribunal a statué en faveur de la prohibition de ces pratiques, sur la base des termes de la section 8 de la Charte des Enfants, promulguée cette même année, qui rend illégal le fait de soumettre un enfant à des pratiques sociales ou coutumières néfastes pour sa santé.
République centrafricaine
En République centrafricaine, en 1996, le président a émis une ordonnance interdisant les MGF sur tout le territoire. Cette ordonnance a force de loi, et toute infraction à son égard est passible d'une peine d'emprisonnement allant de un mois à deux ans, et d'une amende de 5 100 à 100 000 francs centrafricains. Il ne semble toutefois pas que cette loi ait jamais été appliquée dans les faits.
Sénégal
Au Sénégal, depuis une loi promulguée en janvier 1999, les pratiques de MGF sont illégales. Le président Diouf a fait un appel solennel en faveur de l'arrêt de ces pratiques et de la législation les interdisant. La loi modifie le Code pénal en faisant des MGF des actes criminels, réprimés par une sentence pouvant aller de un à cinq ans d'emprisonnement. Un porte-parole du RADDHO (Rassemblement africain pour la défense des droits de l'homme) a déclaré dans la presse : « L'adoption de la loi ne se suffit pas en elle-même, car il est désormais nécessaire de la faire appliquer rigoureusement pour que les femmes en bénéficient. » Quelques femmes se penchent sur la question.
Sierra Leone
La prévalence des MGF est estimée à plus de 90 % en Sierra Leone, mais les craintes de contagion du virus Ebola semblent avoir fait reculer le phénomène,. Les mutilations génitales ne sont pas illégales en Sierra Leone, et des militants anti-MGF sont parfois menacés de mort pour leurs actions.
Somalie
En Somalie, il n'existe aucune loi nationale spécifique interdisant les MGF. Le Code pénal mis en place par le précédent gouvernement prévoit toutefois des clauses de « blessures », « blessures graves » et « blessures très graves », qui pourraient éventuellement être juridiquement applicables. En novembre 1999, le Parlement de l'administration du Puntland a approuvé à l'unanimité une législation rendant ces pratiques illégales. Il ne semble toutefois exister aucun cas de mise en application de cette loi.
Soudan
En avril 2020, le gouvernement transitoire du Soudan interdit les mutilations génitales féminines, en les rendant passibles de 3 ans de prison, alors que l'ONU estime que près de 9 femmes soudanaises sur 10 sont victimes de mutilations génitales.
Tanzanie
En Tanzanie, la section 169A de la Circulaire spéciale sur les crimes sexuels de 1998 interdit les MGF. Ces pratiques sont punies de peines d'emprisonnement allant de cinq à quinze ans, et/ou d'une amende ne pouvant pas excéder 300 000 shillings tanzaniens. Cette législation a débouché sur quelques arrestations, mais qui ne semblent pas avoir, jusqu'à présent, abouti sur des poursuites pénales.
Togo
Au Togo, le 30 octobre 1998, l'Assemblée Nationale a voté à l'unanimité une loi interdisant les pratiques de MGF. Les sentences prévues vont de peines d'emprisonnement de deux mois à dix ans, à des amendes de 100 000 à un million de francs CFA. Toute personne qui aurait connaissance de telles pratiques dans son entourage et qui n'en informerait pas les autorités, est passible d'une peine de un mois à un an d'emprisonnement, et d'une amende de 20 000 à 500 000 francs CFA.
Yémen
La pratique a été interdite au Yémen en 2001.

### Pays occidentaux
Dans la deuxième moitié du XXe siècle, l'immigration africaine a fait que les MGF sont devenues un sujet dans les pays d'accueil en Europe, en Amérique du Nord et en Océanie. En 2013, des législations interdisant les MGF ont été adoptées dans 33 pays en dehors de l'Afrique et du Moyen-Orient, la Suède ayant été le premier pays occidental à le faire en 1982. Une résolution du Parlement européen a indiqué en mars 2009 que 500 000 femmes vivant en Europe avaient subi une MGF mais sans fournir de sources pour cette évaluation.
Allemagne
En 1996, le Bundestag ( se basant sur un article du journal médical Deutsches Ärzteblatt ) estime qu'il existe 20 000 victimes de MGF,,.
En 2005, le Bundestag estime qu'il existe 30 000 victimes de MGF.
L'association Terre des femmes estime qu'il existe 18 000 victimes de MGF, et entre 5 000 et 6 000 personnes menacées,.
En 2017, le ministère fédéral de la Famille estime qu'il existe 50 000 victimes de MGF,.
L'association Terre des femmes estime qu'il existe 58 000 victimes de MGF, soit une augmentation de 10 000 victimes par rapport à 2016, ainsi que 13 000 personnes menacées, soit une augmentation de 4 000 personnes menacées par rapport à 2016,.
En 2018, l'association Terre des femmes estime qu'il existe 65 000 victimes de MGF, et 15 000 personnes menacées.
En 2022, le ministère fédéral de la Famille estime qu'il existe 68 000 victimes de MGF et 15 000 personnes menacées.
L'association Terre des femmes estime qu'il existe 104 000 victimes de MGF, et 17 000 personnes menacées.
Belgique
L'excision est illégale, mais en 2011, plus de 6 000 femmes l'auraient subie. Une loi spécifique concernant les mutilations génitales féminines est passée en 2001, mais peu appliquée.[réf. nécessaire]
En 2016, une étude estimait que 17 575 femmes étaient « très probablement excisées ».
En 2022, une étude de prévalence commanditée par le SPF Santé publique et l'Institut pour l'Égalité des femmes et des hommes estime que les femmes ayant subi une ablation partielle ou totale des organes génitaux externes sont au nombre de 23 395 sur le territoire belge.
Canada
Le Canada considère les MGF comme une forme de persécution depuis 1994 quand il accorda l'asile à Khadra Hassan Farah, une réfugiée somalienne qui avait quitté son pays pour empêcher l'excision de sa fille. Ces pratiques sont interdites par l'article 268 du Code criminel sauf pour « un acte qui, dans le cas d'une personne âgée d'au moins dix-huit ans, ne comporte pas de lésions corporelles ». En mai 2012, aucune condamnation n'a été prononcée.
France
Colette Gallard, une conseillère de la planification familiale, note que lors de la découverte des premiers cas, la réaction fut de laisser faire ce qui était considéré comme une question culturelle et qu'il fallut la mort de deux enfants en 1982 pour que l'attitude change. Avec une quarantaine de procès et une centaine de condamnations depuis 1979, la France est devenue l'un des pays les plus actifs dans la lutte contre les MGF en Europe,,. En 1999, une femme ayant excisé 48 filles a notamment été condamnée à huit ans de prison.
En 2004, l'Institut national d'études démographiques estime à 53 000 le nombre de femmes excisées vivant dans le pays . Depuis, ce chiffre connaît une augmentation extrêmement rapide : une étude publiée en 2019 estime qu'au début des années 2010, 125 000 femmes adultes excisées vivaient en France. Une étude menée par les établissements de santé de Seine-Saint-Denis en 2023 estime qu'environ 7,2 % des femmes résident dans ce département sont victimes d'excision.
De nos jours, l’excision constitue en France une atteinte à la personne. Elle entre dans le cadre des violences ayant entraîné une mutilation permanente, délit passible de dix ans d’emprisonnement et de 150 000 euros d’amende dans le cas général. Lorsque la victime est un mineur de quinze ans, cela devient un crime passible de quinze ans de réclusion criminelle, vingt ans si le coupable est un ascendant légitime (art. 222-9 et 222-10 du Code pénal). Une interdiction du territoire d’une durée de cinq ans peut également être prononcée (art. 222-47 du Code pénal). De plus, la législation française fait obligation aux soignants de dénoncer toute agression sexuelle sur mineur. Les médecins sont tenus au signalement des cas, même potentiels, de mutilations génitales féminines, y compris ceux qui pourraient être effectués hors du territoire français.
Le chirurgien et urologue français Pierre Foldes et l’urologue Jean-Antoine Robein ont progressivement mis au point depuis le début des années 1980 une technique de réparation complète du clitoris, qui permet d’abord de supprimer la douleur latente laissée par la cicatrice. Elle résout également les problèmes obstétriques et urologiques causés par l’excision,. Le premier centre de réparation est ouvert en 1990 par le docteur Pierre Foldes, où il a opéré plus de 6 000 femmes.
Frédérique Martz et Pierre Foldes créent en 2014 l'institut en santé Génésique/ Women Safe,, incluant les mutilations sexuelles féminines et leur prise en charge chirurgicale. En 2016, Ghada Hatem-Gantzer fonde la Maison des femmes à Saint-Denis, première structure en France à proposer en plus de la réparation chirurgicale, une prise en charge globale des femmes victimes de violences ou mutilations. Quatre autres chirurgiens, formés par Pierre Foldes, cofondateur de Women-Safe, pratiquent cette opération en Égypte et au Sénégal. L'information est donnée par la Maison des femmes attenante au Centre hospitalier de Saint-Denis.
Cette technique est inscrite à la nomenclature des actes médicaux remboursés de la Sécurité sociale française depuis octobre 2004. De plus, cette situation est unique au monde.
Finlande
En Finlande, il n'existe pas de loi distincte en la matière, mais la police enquête sur les mutilations comme des voies de fait graves, comme le prévoit le Code pénal (chapitre 21, § 6).
Le Code criminel stipule que « si l'agression 1) cause des blessures corporelles graves, une maladie grave ou une condition potentiellement mortelle à une autre personne, 2) le crime est commis d'une manière particulièrement brutale ou cruelle, ou 3) une arme à feu ou une arme blanche ou Si un autre instrument comparable mettant la vie en danger est utilisé et que le crime est également jugé dans son ensemble comme grave, le contrevenant doit être condamné pour voies de fait graves à une peine d'emprisonnement d'un minimum d'un an et d'un maximum de dix ans. "
En 1993, le gouvernement a ordonné une expertise sur l'excision féminine en Finlande. Il suggère que les filles appartenant au groupe à risque soient informées des méfaits de la mutilation dès le début de l'école et que leur situation soit surveillée dans le cadre de contrôles de santé, tandis que les enseignants des jardins d'enfants soient également formés en la matière. Les mesures en question n'ont pas été mises en œuvre, mais dix ans plus tard, en 2004, l'Association des Droits de l'Homme a publié des recommandations pour la prévention de l'excision à l'intention du personnel de la sécurité sociale. Cependant, tous les travailleurs sociaux n'ont pas reçu pour instruction de les suivre,.
En 2017 et en 2019, des initiatives citoyennes ont été déposées contre les Mutilations génitales féminines.
Royaume-Uni
Selon un rapport de 2014 réalisé par l'activiste Efua Dorkenoo et l'épidémiologiste Alison Macfarlane, environ 137 000 femmes vivent au Royaume-Uni avec une MGF. Selon un rapport de la commission parlementaire daté de 2014, 170 000 femmes sont susceptibles d'avoir subi l'excision tandis que 65 000 filles de moins de 13 ans en sont menacées. Ces mutilations sont essentiellement pratiquées par les populations immigrantes de la corne de l'Afrique. Ce rapport souligne l'échec des politiques dans la lutte contre les mutilations génitales et souligne que « le souci déplacé de respecter les sensibilités culturelles au détriment des droits de l'enfant est l'une des principales raisons » de cet échec. Le Royaume-Uni a adopté plusieurs législations, le Prohibition of Female Circumcision Act de 1985 et le Female Genital Mutilation Act de 2003, criminalisant spécifiquement ces pratiques. Malgré ces textes, les premières poursuites n'ont été lancées qu'en 2014 contre un médecin ayant réinfibulé une femme après son accouchement,.
Suède
Les autorités suédoises de santé publique (en suédois : Socialstyrelsen (sv), en anglais : National Board of Health and Welfare (en)) estiment qu'il y a 38 000 victimes de MGF dans le pays. Les communautés les plus touchées sont des femmes originaires de Somalie, Érythrée, Éthiopie et Gambie, dont 7000 ont moins de 18 ans.

## Motivations

### Soutien des femmes

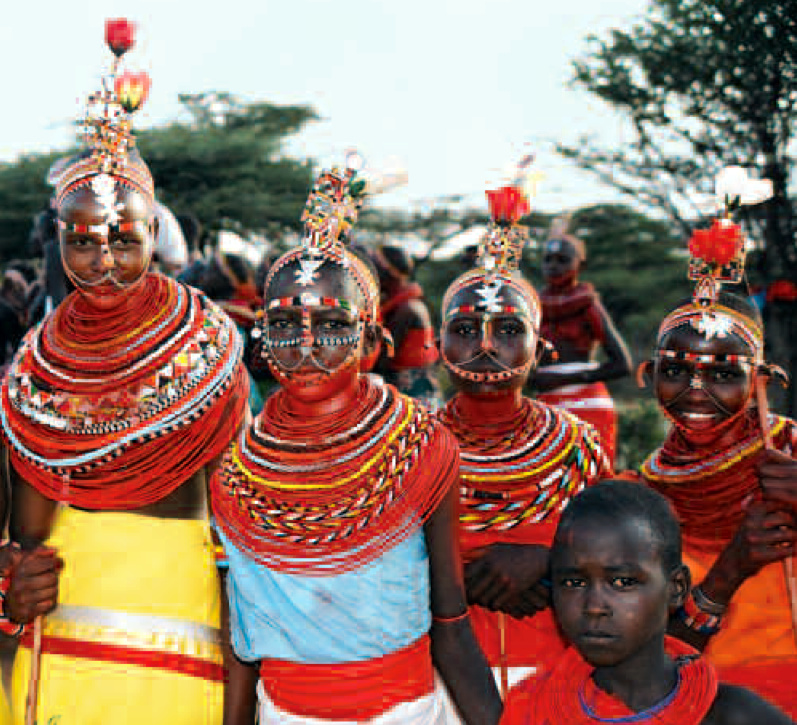
Cérémonie d'excision chez les Samburu du Kenya en 2004.

Dans un poème de 1988, la Somalienne Dahabo Musa décrivit l'infibulation comme « les trois peines de la femme » : la procédure en elle-même, la nuit de noces quand elle est coupée et l'accouchement quand elle est à nouveau coupée. Malgré l'évidente souffrance, ce sont les femmes qui organisent et pratiquent toutes les formes de MGF. L'anthropologue Rose Oldfield Hayes nota en 1975 que les hommes soudanais éduqués qui ne voulaient pas que leurs filles soient infibulées, préférant la clitoridectomie, découvraient que les filles avaient été opérées après que leurs grands-mères eurent organisé une visite chez des proches. Gerry Mackie compare les MGF à l'ancienne tradition chinoise des pieds bandés ; dans les deux cas, la coutume est réalisée sur des jeunes filles, est presque universelle où elle est pratiquée, est associée à la notion d'honneur et de chasteté et est organisée par les femmes,.
Les pratiquants voient la procédure comme renforçant non seulement les limites de leur communauté mais également les différences de genre ; la MGF démasculinise les femmes et la circoncision masculine déféminise les hommes,. L'anthropologue canadienne Janice Boddy note que « les mutilations génitales achèvent la définition sociale du sexe d'un enfant en supprimant toute trace externe d'androgynie… Le corps féminin est ensuite recouvert, fermé et son sang productif dissimulé ; le corps masculin est dévoilé, ouvert et exposé, ».
Dans les communautés où l'infibulation est courante, la préférence va à un sexe féminin lisse, sec et sans odeur et les hommes et les femmes peuvent trouver une vulve naturelle repoussante,. Les hommes semblent également apprécier l'effort nécessaire pour pénétrer une infibulation,,. Il existe par ailleurs la croyance qu'en raison de l'aspect lisse d'une vulve infibulée, la pratique accroît l'hygiène. La popularité du dry sex (en) désignant des rapports sexuels sans lubrification vaginale pousse les femmes à introduire régulièrement des substances telles des feuilles ou de l'écorce dans leur vagin pour réduire les sécrétions ; cette pratique, s'apparentant à une MGF de type IV dans la classification de l'OMS, est destinée à augmenter les frottements mais elle peut provoquer des déchirures et accroître le risque d'infection,.
Les principales raisons données par les femmes en faveur des MGF sont l'acceptation sociale, la religion, l'hygiène, la préservation de la virginité, le fait de pouvoir se marier et l'augmentation du plaisir sexuel masculin. L'attitude envers la pratique évolue néanmoins lentement ; Au Soudan, 52 % des femmes interrogées en 2013 sont opposées aux MGF contre seulement 17,4 % en 1983. Dans les enquêtes menées entre 2008 et 2011, la proportion de femmes favorables à la poursuite des MGF ne dépasse les 50 % qu'au Mali, en Guinée, en Sierra Leone, en Somalie, en Gambie et en Égypte tandis que les opposants sont majoritaires, parfois de peu, dans les autres pays où la pratique est répandue.

### Obligation sociale
Face à l'argumentation selon laquelle les femmes choisissent volontiers les MGF pour leurs filles, l'UNICEF considère qu'il s'agit d'une convention sociale à laquelle les familles doivent se conformer pour éviter que les filles ne soient exclues de leur communauté. L'anthropologue médicale américaine Ellen Gruenbaum rapporte que dans les années 1970, les filles excisées d'un groupe ethnique arabe du Soudan se moquaient de celles appartenant aux Zarmas en leur criant Ya, Ghalfa ! (« Hé, impures ! »). Ces derniers répondaient par Ya, mutmura !, un mot désignant un grenier continuellement ouvert et fermé comme une femme infibulée, mais elles sentaient la pression sociale et demandaient à leurs mères si elles n'avaient pas de rasoirs comme les Arabes.
En raison du manque d'information et du fait que les exciseurs minimisent le lien de causalité, les femmes n'associent pas toujours les MGF aux conséquences néfastes de la procédure sur leur santé. Lala Baldé, présidente d'une association de femmes dans le village sénégalais de Medina Cherif, indiqua à Mackie en 1998 que lorsque les filles tombaient malade ou mourraient, cela était attribué à des démons ; lorsque le lien fut établi, les femmes furent atterrées et se mirent à pleurer. Depuis sa création en 1991, l'organisation non gouvernementale (ONG) américaine Tostan promeut des programmes d'alphabétisation et d'éducation à la santé et à la démocratie locale afin de donner aux femmes les moyens de prendre leurs propres décisions,. Sous l'impulsion du programme Tostan, Malicounda Bambara est devenu en 1997 le premier village sénégalais à abandonner les MGF et cet exemple a depuis été imité par plus de 7 000 communautés dans huit pays.

### Religion
Les sources religieuses juives, musulmanes et chrétiennes ne font pas mention de cette pratique. Néanmoins certaines communautés chrétiennes du Ghana, du Togo, du sud du Nigeria, du Burkina Faso, du Kenya, de l'Afrique de l'est en général et des coptes en Égypte, pratiquent les mutilations sexuelles, tout comme les communautés musulmanes et la communauté juive éthiopienne.
Les enquêtes ont montré que la croyance selon laquelle les MGF sont une obligation religieuse est très répandue notamment au Mali, en Érythrée, en Mauritanie, en Guinée et en Égypte même si Gerry Mackie et John LeJeune notent que les personnes interrogées ne font pas nécessairement la distinction entre la religion, la tradition et la chasteté. Dans le cadre d'un programme conjoint mené par l'UNICEF et le FNUAP, 20 941 chefs religieux et traditionnels ont publiquement rejeté les liens entre MGF et religions entre 2008 et 2013.
Mackie remarque que les MGF existent « uniquement au sein ou à proximité » de groupes musulmans. L'excision n'est pas mentionnée dans le Coran mais elle est considérée par plusieurs hadîths comme une pratique noble bien que non obligatoire. Même si ses origines sont pré-islamiques, les MGF sont devenues associées à l'islam en raison de l'accent que cette religion met sur la chasteté et l'isolement de la femme,. En 2007, l'université al-Azhar du Caire, l'une des plus influentes du monde musulman, a déclaré que les MGF n'avaient aucun fondement dans la loi islamique,,.
Les MGF sont également pratiquées par les groupes animistes notamment en Guinée et au Mali et par les chrétiens. Au Niger par exemple, 55 % des femmes chrétiennes ont été excisées contre 2 % des musulmanes. Pas plus que dans le Coran, il n'est fait mention de MGF dans la Bible et les missionnaires chrétiens furent parmi les premiers à lutter contre ces pratiques,. Les Juifs éthiopiens sont le seul groupe juif connu à avoir pratiqué les MGF ; le judaïsme exige la circoncision masculine mais interdit l'excision,.

## Opposition

### Débuts au Kenya

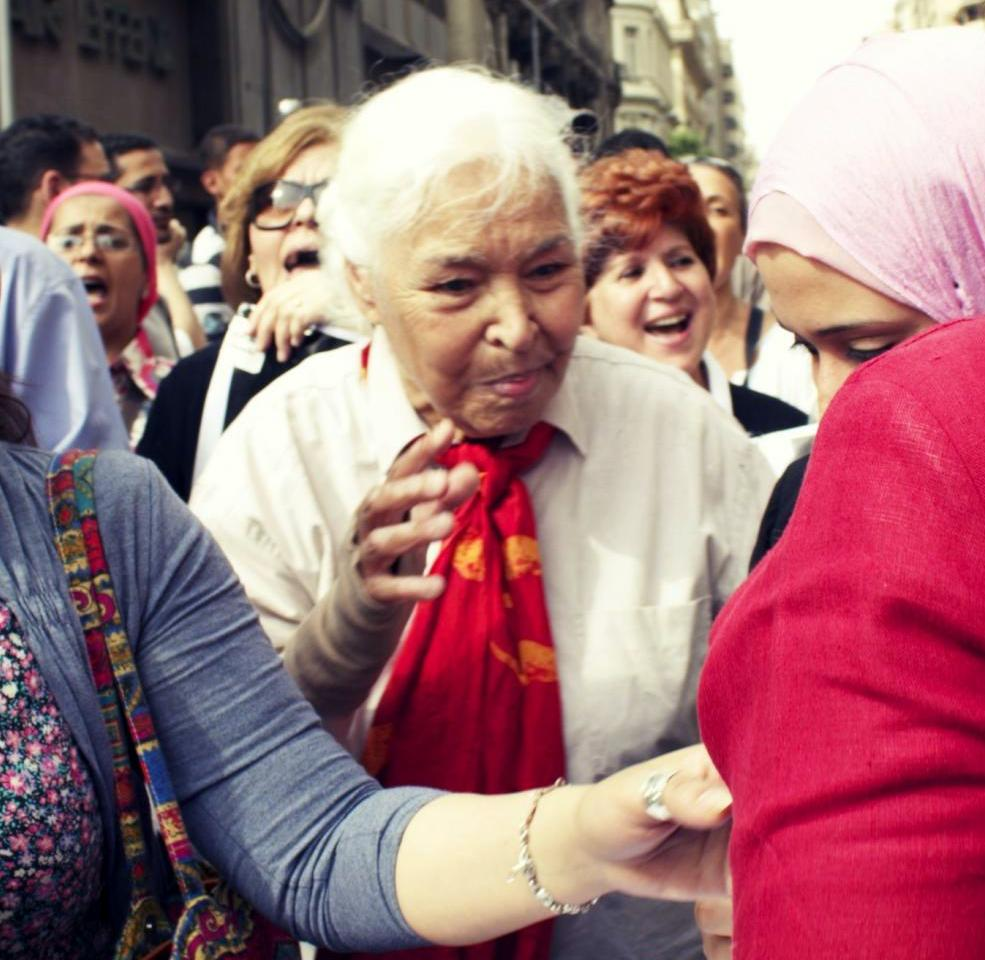
Nawal El Saadawi fut l'une des premières féministes africaines à s'opposer aux MGF.

Les missionnaires protestants en Afrique orientale britannique (actuel Kenya) commencèrent à faire campagne contre les MGF au début du XXe siècle quand le médecin John Arthur rejoignit en 1906 la mission de l'Église d'Écosse chez les Kikuyus, la principale ethnie du pays. La pratique appelée irua pour les filles et les garçons consistait en une excision de type II. Il s'agissait d'un important marqueur ethnique et les femmes non-excisées, appelées irugu, étaient considérés comme des parias,. Jomo Kenyatta, secrétaire général de l'Association des Kikuyus centraux et premier ministre kényan de 1963 à 1964 puis président jusqu'en 1978, écrivit en 1938 que, pour les Kikuyus, l'institution de la MGF était la « condition sine qua non de toute la loi, la religion et la morale tribale ». Aucun homme ou femme ne pouvait se marier ou avoir des relations sexuelles avec une personne non-circoncise. Le moment de l'excision était considéré comme un rite de passage indispensable pour pouvoir intégrer la tribu et Kenyatta écrivit que supprimer cette pratique équivalait à détruire toute l'institution tribale.
À partir de 1925, plusieurs églises missionnaires déclarèrent que les MGF étaient interdites pour les chrétiens africains et la mission de l'Église d'Écosse annonça que les Africains qui la pratiquaient seraient excommuniés. En 1929, le Conseil missionnaire du Kenya commença à faire référence aux MGF comme à la « mutilation sexuelle des femmes » plutôt que comme à la circoncision et la position d'une personne sur la pratique devenait un test de loyauté qui le rangeait du côté des Églises ou de l'Association des Kikuyus centraux,,. En janvier 1930, Hulda Stumpf, une missionnaire américaine qui s'opposait aux MGF dans l'école de filles qu'elle dirigeait fut assassinée ; le meurtrier ne fut jamais identifié mais le gouverneur du Kenya Edward Grigg rapporta au Colonial Office qu'il avait essayé de l'exciser.
En 1956, le conseil des anciens des Meru annonça l'interdiction des MGF. Au cours des années qui suivirent, des milliers de filles s'excisèrent les unes les autres avec des lames de rasoirs et le mouvement fut connu sous le nom de Ngaitana (« je me circoncirai moi-même ») en Meru car pour éviter de dénoncer leurs amis, les filles déclaraient qu'elles s'étaient coupées elles-mêmes. L'historienne Lynn Thomas écrivit qu'il s'agit d'un épisode important dans l'histoire des MGF car il démontrait que ses victimes étaient également ses bourreaux,.

### Croissance de l'opposition

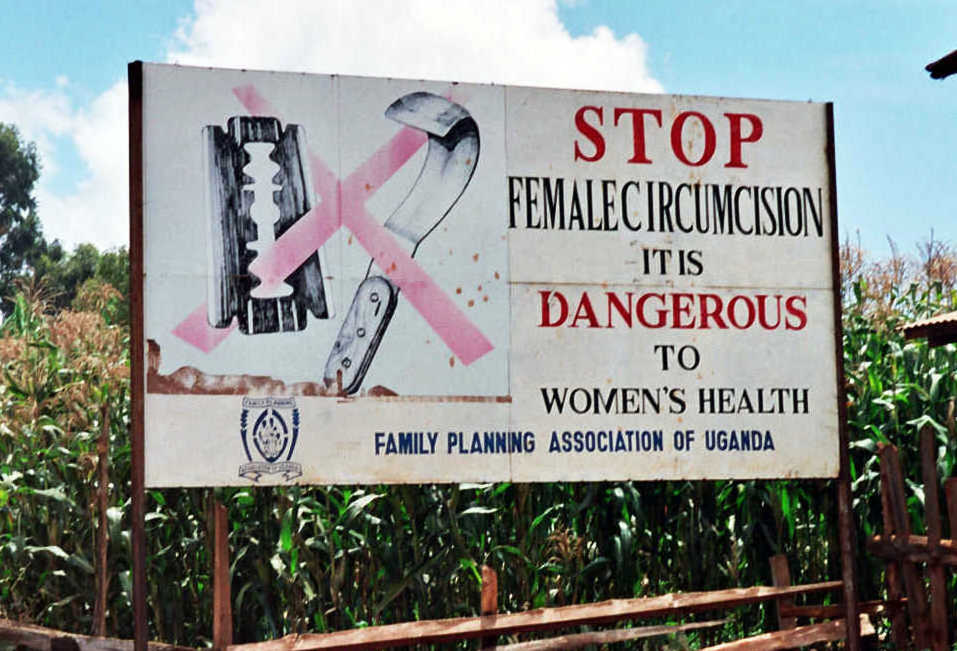
Panneau d'une campagne anti-MGF en Ouganda, en 2004.

La première campagne non-coloniale connue contre les MGF fut celle de la Société des médecins égyptiens dans les années 1920,. Une campagne similaire fut menée au Soudan par des chefs religieux et des femmes britanniques,, notamment Grace Mary Crowfoot ; l'infibulation fut interdite en 1946 mais la loi était impopulaire et elle fut peu appliquée,. Le gouvernement égyptien interdit également l'infibulation dans les hôpitaux publics en 1959 mais la clitoridectomie restait possible à la demande des parents. Les Nations unies demandèrent la même année à l'OMS de mener une étude sur les MGF mais cette dernière répondit que ce n'était pas une question médicale.
Le mouvement féministe s'empara de la question dans les années 1970. En 1972, la médecin égyptienne Nawal el Saadawi publia le livre Les femmes et le sexe traitant de sexualité, de religion et d'excision, des sujets alors tabous dans le pays ; le livre fut interdit par le gouvernement et elle perdit son poste de directrice de la santé publique,,,. En 1975, l'anthropologue américaine Rose Oldfield Hayes fut la première universitaire à publier une étude détaillée sur les MGF après avoir discuté directement avec des femmes au Soudan. Son article dans la revue American Ethnologist qualifiait la pratique de « mutilation génitale féminine » et il aida à attirer l'attention sur le sujet,. Quatre ans plus tard, la féministe austro-américaine Fran Hosken publia The Hosken Report: Genital and Sexual Mutilation of Females, la première estimation du nombre global de femmes excisées. Son chiffre de 110 529 000 dans 20 pays africains était une évaluation grossière mais il fut confirmé par les études ultérieures. Mackie note que son travail fut « plus informatif que le silence qui avait précédé ses efforts ». Décrivant les MGF comme « un terrain d'entrainement pour la violence masculine », Hosken accusa les femmes les pratiquant de « participer à leur propre destruction ». Les termes choquèrent les féministes africaines qui refusèrent d'assister à une session où elle devait faire un discours lors de la Conférence des Nations unies sur les femmes à Copenhague en juillet 1980,.
Le Comité inter-africain sur les pratiques traditionnelles affectant la santé des femmes et des enfants, fondé à Dakar en 1984, appela à l'arrêt de la pratique et il fut suivi en juin 1993 par la Conférence mondiale sur les droits de l'homme organisée à Vienne ; la conférence lista les MGF comme une forme de violence contre les femmes, en faisant une question de droits humains plutôt qu'un sujet médical,. Dans les années 1990 et 2000, les gouvernements africains commencèrent à réguler ou à interdire les MGF et en juillet 2003, l'Union africaine a ratifié le Protocole de Maputo sur les droits des femmes dont l'article 5 demande l'élimination des pratiques préjudiciables à la santé,. En 2013, de telles lois ont été adoptées dans 22 des 27 pays africains où les MGF sont concentrées ainsi qu'en Afrique du Sud et en Zambie. Les 22 pays sont avec la date d'adoption entre parenthèses : le Bénin (2003), le Burkina Faso (1996), la Centrafrique (1966, amendé en 1996), le Tchad (2003), la Côte d'Ivoire (1998), Djibouti (1995, amendé en 2009), l'Égypte (2008), l'Érythrée (2007), l'Éthiopie (2004), le Ghana (1994, amendée en 2007), la Guinée (1965, amendée en 2000), la Guinée-Bissau (2011), le Kenya (2001, amendée en 2011), la Mauritanie (2005), le Niger (2003), le Nigeria (certains États entre 1999 et 2006), l'Ouganda (2010), le Sénégal (1999), la Somalie (2012), le Soudan (certains États entre 2008 et 2009), la Tanzanie (1998) et le Togo (1998). La pratique a également été interdite au Yémen et en Irak respectivement en 2001 et 2011,,. Seul le Mali, la Sierra Leone, le Cameroun, la Gambie et le Liberia n'ont pas de législation spécifique. Les interdictions ne sont cependant pas toujours complètes ; la Mauritanie a ainsi uniquement interdit les MGF dans les établissements publics de santé et par des professionnels de la santé tandis qu'en Tanzanie, l'excision reste autorisée pour les adultes. Les textes sont également diversement appliqués ; plus de 150 personnes ont été condamnées en Érythrée depuis 2007 tandis qu'en 2012, aucune poursuite n'avait encore été lancée au Sénégal.
De fait, de nombreux pays africains s’efforcent de faire disparaître cette coutume en employant des moyens plus participatifs :
- au Burkina Faso, le gouvernement utilise simultanément ses moyens d’information, de sensibilisation et la condamnation judiciaire pour lutter contre ces pratiques[124] ;
- au Sénégal, à la suite d’un programme d’éducation non-formel basé sur les droits humains dispensé par l’ONG Tostan, des groupes de communautés initient de manière collective des Déclarations Publiques pour la promotion des droits humains, la santé des femmes et des filles, l’abandon de l’excision et des mariages précoces/forcés. Ainsi, selon l’ONG Tostan, 3307 communautés sénégalaises ont participé à ce type de déclarations depuis 1997[262].

Au Kenya, Nice Nailantei Leng'ete est une militante engagée dans la lutte contre les mutilations génitales féminines (MGF). Âgée de 8 ans, elle est témoin de l'excision d'autres petites filles, et fugue à deux reprises du foyer pour échapper à cette pratique. Première femme du village à accéder à une éducation secondaire, elle suit une formation d'éducatrice au sein de l'organisation non gouvernementale AMREF Flying Doctors. Nice Nailantei Leng'ete est également la première femme à s’adresser au conseil des anciens Maasaï afin d'interdire les mutilations génitales féminines. À la suite de son intervention, l’excision est interdite par le gouvernement kényan en 2011, mais persiste dans certaines zones rurales.
La militante fait promotion d’une cérémonie alternative du passage à l'âge adulte, sans mutilations mais dans le respect des traditions. Ce nouveau rite de passage comprend une formation de trois jours consacrée aux questions liées à la sexualité, la reproduction et aux droits des femmes. Cependant certains Samburu continuent à pratiquer excision et mariage forcé, ce qui amène des ONG comme la Samburu Girls Fundation de Josephine Kulea à mobiliser les forces de l'ordre pour sortir des jeunes filles des cérémonies.
C'est également en 2011 que la kényane Asha Ismail, victime aussi, fonde en Espagne l'ONG Save a girl, save a generation pour lutter contre toute forme de mutilation génitale féminine en Afrique et en Asie,.

### Nations unies

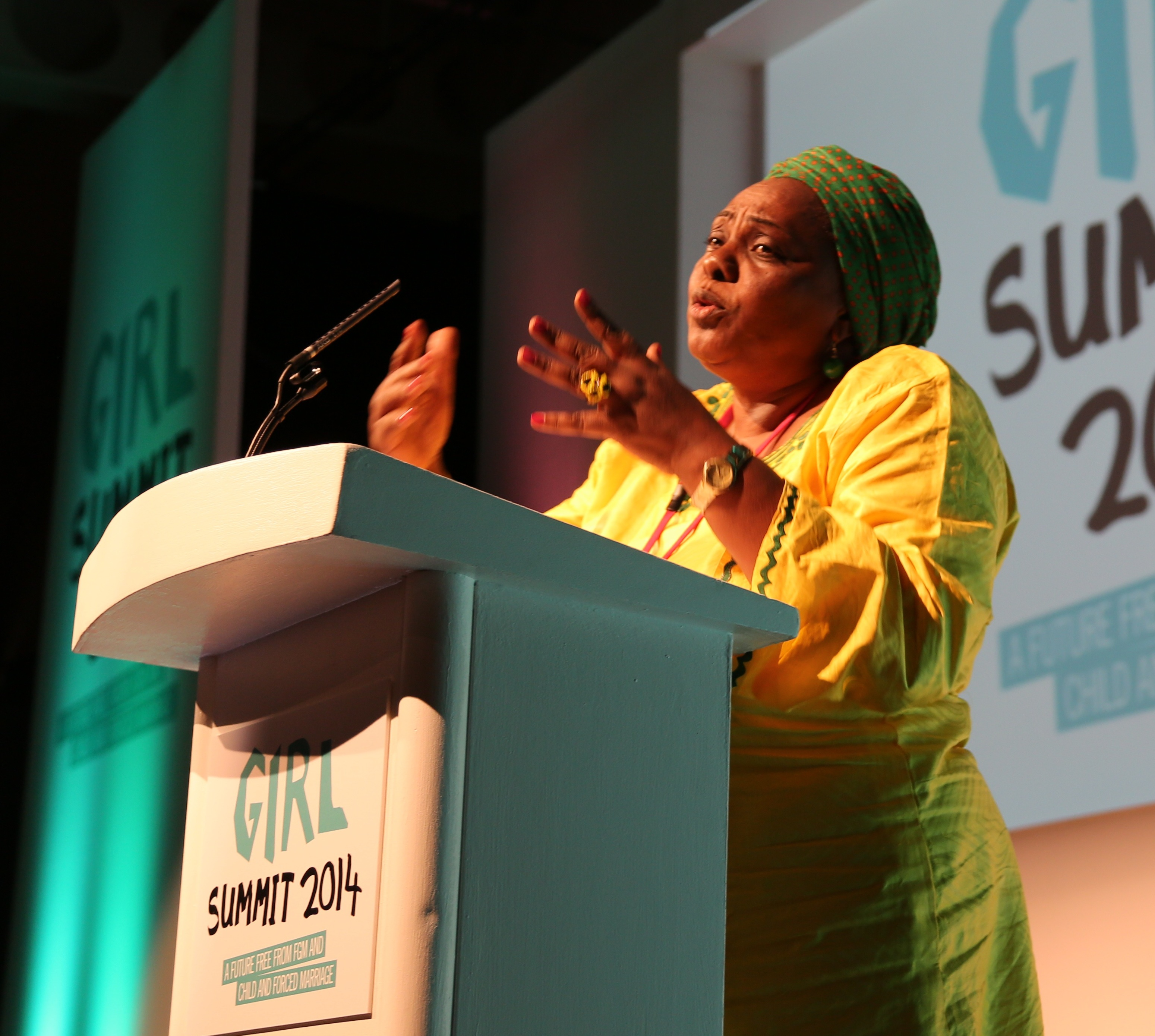
Mary Karooro Okurut, la ministre ougandaise du Travail et du Développement social, durant le Girl Summit organisé à Londres en 2014 par l'UNICEF et le gouvernement britannique.

En 1997, la top model Waris Dirie devient « ambassadrice de bonne volonté » de l'ONU contre les mutilations génitales féminines. L'Assemblée générale des Nations unies inclut les MGF dans sa résolution 48/104 de décembre 1993 concernant la Déclaration sur l'élimination de la violence à l'égard des femmes. En 2002, lors d’une Assemblée générale des Nations unies, la totalité des représentants se sont engagés à mettre fin aux mutilations sexuelles et à l’excision d’ici à 2010[réf. nécessaire]. En 2003, les Nations unies ont instauré la Journée internationale de la tolérance zéro à l'égard des mutilations génitales féminines organisée le 6 février. La même année, l'UNICEF a développé une nouvelle approche pour ses interventions auprès des populations en se basant sur les retours de ses agents, les éclairages scientifiques de la théorie des jeux et l'expérience de la disparition de la pratique des pieds bandés,,. En 2008, plusieurs organismes des Nations unies dont le Haut-Commissariat aux droits de l'homme, publièrent une déclaration commune reconnaissant les MGF comme une violation des droits humains,. En décembre 2012, l'Assemblée générale des Nations unies a adopté la résolution 67/146 appelant à une intensification des efforts pour éliminer la pratique, et en juillet 2014, l'UNICEF et le gouvernement britannique ont organisé à Londres le premier Girl Summit destiné à mettre fin aux MGF et au mariage d'enfant,
De nombreux traités internationaux évoquent également l'interdiction de l'excision et des mutilations sexuelles féminines en général, il s’agit notamment :
- de la convention internationale sur les droits de l’enfant (CIDE) ;
- de la convention sur l’élimination de toutes les formes de discrimination envers les femmes (CEDEF) ;
- de la charte africaine sur les droits et le bien-être de l’enfant ;
- de la charte africaine sur les droits humains et ceux des populations ;
- du protocole additionnel sur les droits des femmes dit protocole de Maputo.

Le FNUAP et l'UNICEF ont lancé en 2007 un programme conjoint visant à réduire de 40 % le nombre de MGF chez les filles de moins de 15 ans et d'éradiquer la pratique dans au moins un pays. Quinze pays ont rejoint le programme : Djibouti, l'Égypte, l'Éthiopie, la Guinée, la Guinée-Bissau, le Kenya, le Sénégal et le Soudan en 2008, le Burkina Faso, la Gambie, l'Ouganda et la Somalie en 2009, et l'Érythrée, le Mali et la Mauritanie en 2011. La phase I s'est étendue de 2008 à 2013 avec un budget de 37 millions de dollars dont 20 ont été donnés par la Norvège et la phase II prolonge le programme jusqu'en 2017. En 2013, le programme a organisé des déclarations publiques d'abandon des MGF dans 12 753 communautés, développé la prévention des MGF dans 5 571 établissements de santé et formé plus de 100 000 médecins, infirmières et sages-femmes à la prise en charge des filles excisées. Dans les pays où les MGF étaient considérées comme un rite de passage tels que le Kenya ou l'Ouganda, des alternatives ont été mises en place comme une cérémonie publique de remise de certificats marquant le passage des jeunes filles à l'âge adulte tandis qu'au Soudan, le programme a encouragé l'initiative Saleema signifiant « entier » en arabe afin de donner une image positive des femmes non excisées. En raison de la faible application des législations anti-MGF et du fait que les accusés sont souvent acquittés faute de preuves, le programme a formé plus de 3 000 magistrats à la question et a mené des campagnes d'information auprès de la population.

## Critiques de l'opposition

### Tolérance contre droits humains
Certains intellectuels, notamment américains, défendent l'excision au nom du relativisme culturel et de la liberté de culte et remettent en cause la gravité de ses conséquences sur la santé et la sexualité des femmes. Les principaux anthropologues qui remettent en cause la lutte contre l'excision sont Richard Shweder, Janice Boddy, Carla Obermeyer, Ellen Gruenbaum, Fuambai Ahmadu et Elliott Skinner (en), auxquels se joignent certains féministes africains.
L'anthropologue américain Eric Silverman a écrit en 2004 que les MGF ont « émergé comme l'un des sujets moraux centraux de l'anthropologie contemporaine ». Des anthropologues ont ainsi accusé les activistes anti-MGF de colonialisme culturel et ils ont en retour été critiqués pour leur relativisme moral et leur refus du concept de droits humains universels. Pour les critiques, l'incapacité des ONG à prendre conscience du contexte culturel local affaiblit leurs efforts, notamment quand les parents sont accusés de mutiler leurs enfants. En ce sens, la féministe Obioma Nnaemeka, ardente opposante des MGF, note que l'impact de la dénomination « mutilations génitales féminines » ne doit pas être sous-estimé :

« Dans cette guerre des mots, bien que la discussion concerne les femmes africaines, un sous-entendu de barbarie des cultures africaines et musulmanes et de justesse de l'Occident (même son obligation) dans l'éradication de cette barbarie rappelle une autre ère où le zèle colonialiste et missionnaire déterminait ce qu'était la « civilisation » et cherchait où et quand l'imposer à des peuples qui ne la demandait pas… Les Occidentaux s'approprient rapidement le pouvoir de nommer tout en restant totalement inconscients et/ou insensibles aux implications et aux conséquences de cette appellation. »

La juriste ougandaise Sylvia Tamale avance que l'opposition occidentale initiale aux MGF émanait du fait que les coutumes familiales et sexuelles africaines telles que la polygynie, la dot ou le lévirat étaient jugées primitives selon la culture judéo-chrétienne et qu'elles devaient être corrigées. Pour elle, les féministes africaines « ne cautionnent pas les aspects négatifs de la pratique mais s'indignent de l'infantilisation déshumanisante, impérialiste et raciste des femmes africaines ». Le risque reste que les Africains qui critiquent les opposants des MGF soient considérés comme des défenseurs de la pratique.
Le débat souligne les tensions entre la défense de la tolérance par l'anthropologie et la défense des droits humains par le féminisme. L'anthropologue Christine Walley note qu'un thème récurrent de la littérature anti-MGF est la présentation des femmes africaines comme les victimes d'un système qui les fait participer à leur propre oppression, une position défendue par plusieurs féministes telles Fran Hosken, Mary Daly et Hanny Lightfoot-Klein dans les années 1970 et 1980. Cela poussa l'association française des anthropologues à publier en 1981 une déclaration selon laquelle, « un certain féminisme ressuscite aujourd'hui l'arrogance morale du colonialisme d'hier, ».
Parmi les exemples d'un manque de respect envers les femmes ayant subi une MGF, les critiques soulignent l'appropriation de leur corps telle la publication en 1996 de photographies d'une jeune fille kényane de 16 ans lors de sa MGF. Les images furent publiées dans 12 journaux américains et valurent un prix Pulitzer à leur réalisatrice Stephanie Welsh mais l'historienne Chima Korieh note que la jeune fille n'avait pas donné son autorisation pour que ces images soient prises et encore moins pour qu'elles soient publiées,.

## Conséquences des MGF sur la santé des femmes au Mali
La présidente de l’Association Malienne pour le Suivi et l’Orientation des Pratiques Traditionnelles (AMSOPT), dans sa lutte contre l’excision, raconte :[…]« J’ai pris conscience de ce problème à 26 ans quand j’étais enseignante : j’ai vu une jeune fille du lycée rejetée par sa famille car soupçonnée d’avoir « fauté » et d’être enceinte.
En fait, elle était excisée et infibulée, elle avait une infection terrible car le sang menstruel ne pouvait pas s’écouler.
Elle n’osait pas en parler, son ventre était énorme, prêt à éclater. On l’a amenée d’urgence à l’hôpital, trop tard. Ils n’ont rien pu faire pour elle, elle est morte d’une septicémie » (Sidibé, 2002, p. 20).

## Comparaison avec d'autres procédures
Obioma Nnaemeka avance que la question cruciale, au-delà des MGF, est de savoir pourquoi le corps féminin fait l'objet de tant d'« abus et d'indignités » dans le monde entier, y compris en Occident. Plusieurs auteurs ont ainsi fait un parallèle entre les MGF et la chirurgie esthétique,,,. Ronán Conroy du Collège royal de chirurgie en Irlande a écrit en 2006 que les opérations esthétiques génitales « encourageaient les mutilations génitales féminines » en poussant les femmes à voir les variations naturelles comme des défauts tandis que l'anthropologue Fadwa El Guindi compare les MGF aux opérations d'augmentation mammaire dans lesquelles la fonction maternelle du sein devient secondaire par rapport au plaisir sexuel masculin. Sur ce point, l'anthropologue américaine Courtney Smith nota en 2008 que les femmes sénégalaises s'interrogeaient sur la venue en Afrique d'activistes anti-MGF alors que « la pratique contre-nature et impie de l'augmentation mammaire [existait] dans leurs propres communautés ».

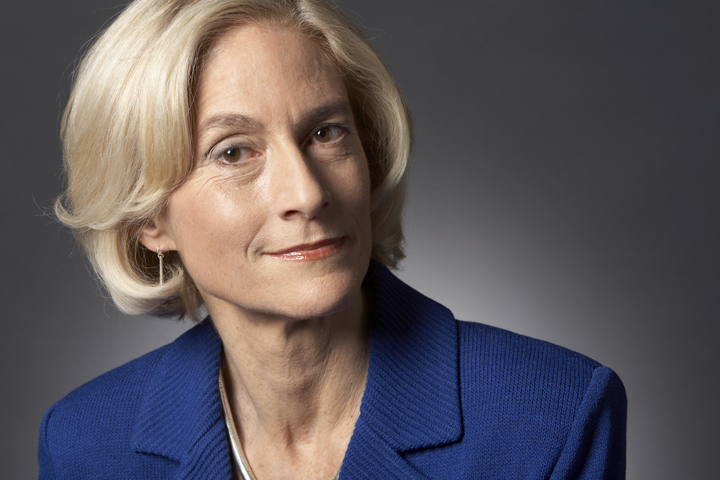
La philosophe Martha Nussbaum note que la problématique morale et juridique des MGF est qu'elles sont pratiquées sur des enfants.

L'épidémiologiste Carla Obermeyer avance que les MGF peuvent participer au bien-être des femmes dans leurs communautés de la même manière que la rhinoplastie et la circoncision masculine peut aider certaines personnes dans d'autres régions du monde. Malgré l'interdiction de la pratique en 2008, les femmes égyptiennes continuent à vouloir une MGF pour leurs filles en avançant le besoin de retirer ce qu'elles considèrent être les chairs en excès pour donner une apparence plus acceptable à la vulve. L'ancienne députée israélienne Yael Tamir souligne ainsi la difficulté de distinguer la mutilation de l'amélioration et donne comme exemple l'orthodontie esthétique. Les arguments invoqués par les parents pour justifier cette procédure désagréable à savoir l'obtention d'un statut social plus élevé, une plus grande opinion de soi et de manière générale un meilleur avenir pour leurs enfants sont identiques à celles avancées par les parents désirant une excision de leurs filles. Au sujet des similarités entre les MGF et les autres modifications corporelles, la philosophe Martha Nussbaum note que la différence majeure est que les premières sont majoritairement réalisées de force sur des enfants. Elle ajoute que le faible niveau d'éducation des femmes dans les pays ou les MGF sont pratiquées réduit leur capacité à faire des choix informés,.
L'OMS ne cite pas des procédures comme la labiaplastie ou le piercing comme des exemples de MGF mais reconnaît que sa définition est destinée à éviter les failles et que ces pratiques rentrent de fait dans sa classification. Si la plupart des pays occidentaux interdisent et condamnent l'excision, leurs législations sont plus ambiguës sur la question des opérations esthétiques génitales. Des observateurs notent que ces dernières sont autorisées si la patiente est majeure et consentante tandis que la première est interdite quelle que soit l'âge et la volonté de la femme. Certains suggèrent ainsi que les procédures esthétiques sont acceptées car elles concernent des femmes blanches jugées pleinement responsables de leurs actes tandis que l'excision est rejetée car concernant des femmes noires considérées prisonnières de leur carcan culturel et incapables de prendre leurs propres décisions,. Pour la gynécologue Birgitta Essén et l'anthropologue Sara Johnsdotter :

« Les procédures impliquant des modifications génitales se mêlent à des considérations politiques ; elles ne concernent jamais purement l'anatomie et la physiologie mais sont intrinsèquement liées à l'idéologie et aux normes culturelles. Même la scarification d'un capuchon du clitoris africain est interdit tandis que l'ablation d'un tissu clitoridien chez une femme européenne est légale et acceptée. »

En Suisse, des auteures travaillant sur cette thématique ont amené une réflexion sur le marquage du corps et le processus de subjectivation auxquels la labioplastie renvoie et ont mis en relief cette intervention avec la pratique de l’excision.
Plusieurs observateurs citent par ailleurs le cas des enfants nés intersexués et dont les organes génitaux sont modifiés par chirurgie vers le sexe que les médecins jugent correct. Les juristes Nancy Ehrenreich et Mark Barr indiquent que des milliers de ces opérations sont réalisées chaque année aux États-Unis et notent qu'elles sont sans justification médicale, plus invasives que les MGF et causent des dégâts physiques et psychologiques bien plus importants. Selon eux, le silence des activistes anti-MGF à ce sujet tient au fait que les enfants sont blancs ainsi qu'à un refus de reconnaître que des « procédures similaires, dangereuses et sans justifications se déroulent dans leur propre arrière-cour »,.

### Sources et bibliographie

#### Publications institutionnelles
- FNUAP/UNICEF, « Programme conjoint sur les mutilations génitales féminines/Excision : Rapport annuel 2012 » [PDF], 2012
- FNUAP/UNICEF, « Programme conjoint UNFPA-UNICEF sur les mutilations génitales féminines/l'excision : Rapport de synthèse de la phase I 2008-2013 » [PDF], 2013
- OMS, « Éliminer les mutilations sexuelles féminines : Déclaration interinstitutions » [PDF], 2008
- UNICEF, « Mutilations génitales féminines/excision : Bilan statistique et examen des dynamiques du changement » [PDF], 2013 (consulté le 16 septembre 2024)
- UNICEF, « Changer une convention sociale néfaste : La pratique de l'excision/mutilation génitale féminine » [PDF], 2005

#### Ouvrages et articles
- (en) Rogaia Mustafa Abusharaf, Female Circumcision : Multicultural Perspectives, Philadelphie, University of Pennsylvania Press, 2007 (lire en ligne)
  - (en) Fadwa El Guindi, Had This Been Your Face, Would You Leave It as Is ?, 2007
  - (en) Raqiya Haji Dualeh Abdalla, My Grandmother Called it the Three Feminine Sorrows : The Struggle of Women Against Female Circumcision in Somalia, 2007
- Dina Bader, Excision et nymphoplastie : « Ça n'a rien à voir ! » : Des représentations sociales à la norme pénale, Université de Genève, août 2011, PDF (lire en ligne)
- (en) Janice Boddy, Civilizing Women: British Crusades in Colonial Sudan, Princeton, Princeton University Press, 2007 (lire en ligne)
- (en) Elizabeth Heger Boyle, Female Genital Cutting : Cultural Conflict in the Global Community, Baltimore, Johns Hopkins University Press, 2002
- (en) Ellen Gruenbaum, The Female Circumcision Controversy : An Anthropological Perspective, Philadelphie, University of Pennsylvania Press, 2001 (lire en ligne)
- (en) Ellen Gruenbaum, « Socio-Cultural Dynamics of Female Genital Cutting : Research Findings, Gaps, and Directions », Culture, Health & Sexuality, vol. 7, no 5,‎ septembre-octobre 2005 (JSTOR 4005473)
- (en) Rose Oldfield Hayes, « Female Genital Mutilation, Fertility Control, Women's Roles, and the Patrilineage in Modern Sudan : A Functional Analysis », American Ethnologist, vol. 2, no 4,‎ novembre 1975 (JSTOR 643328)
- (en) Mary Knight, « Curing Cut or Ritual Mutilation? : Some Remarks on the Practice of Female and Male Circumcision in Graeco-Roman Egypt », Isis, vol. 92, no 2,‎ juin 2001 (JSTOR 3080631)
- (en) Gerry Mackie, « Ending Footbinding and Infibulation : A Convention Account », American Sociological Review, vol. 61, no 6,‎ décembre 1996 (lire en ligne [PDF])
- (en) Gerry Mackie, « Female Genital Cutting : A Harmless Practice? », Medical Anthropology Quarterly, vol. 17, no 2,‎ 2003 (lire en ligne [PDF])
- (en) Stanlie Myrise James, Claire C. Robertson et al., Genital Cutting and Transnational Sisterhood : Disputing U.S. Polemics, 2002 (lire en ligne)
- (en) Obioma Nnaemeka et al., Female Circumcision and the Politics of Knowledge : African Women in Imperialist Discourses, Westport, Praeger, 2005 (lire en ligne)
- (en) Martha Nussbaum, Sex and Social Justice, New York, Oxford University Press, 1999 (lire en ligne)
- (en) Eric K. Silverman, « Anthropology and Circumcision », Annual Review of Anthropology, no 33,‎ 2004 (JSTOR 25064860)
- (en) Sylvia Tamale et al., African sexualities : A reader, Pambazuka, 2011 (lire en ligne)
- (en) P. Stanley Yoder, Shanxiao Wang et Elise Johansen, « Estimates of Female Genital Mutilation/Cutting in 27 African Countries and Yemen », Studies in Family Planning, vol. 44, no 2,‎ juin 2013 (PMID 23720002, DOI 10.1111/j.1728-4465.2013.00352.x, lire en ligne)
- Women's Worldwide Web, Changer les mentalités et donner de l’espoir dans le combat contre les mutilations génitales feminines au Kenya, 02 février, 2015

#### Témoignages
- Nura Abdi, Larmes de sable, L'Archipel, 2004, 290 p.  (ISBN 978-2841875795)
- Khady Koita, Mutilée, 2005, Oh Éditions, 231 p.  (ISBN 978-2915056358)
- Diaryatou Bah, On m'a volé mon enfance, Anne Carrière, 2006, 347 p.  (ISBN 978-2843373664)
- Ayaan Hirsi Ali, Ma vie rebelle, Nil, 2006, 528 p.  (ISBN 978-2841113460)
- Waris Dirie, Cathleen Miller, Fleur du désert : du désert de Somalie à l'univers des top-models, J'ai Lu, 2009, 284 p.  (ISBN 978-2290018446)
- Assita Kanko, Parce que tu es une fille, La renaissance du livre, 2014, 96 p.  (ISBN 978-2507052010)
- Stephanie Welsh